# مقاطعة كلاي (آيوا)
مقاطعة كلاي (بالإنجليزية: Clay County)‏ هي إحدى المقاطعات الواقعة في ولاية آيوا في الولايات المتحدة الأمريكية.